# Invicta (Uhrenmarke)

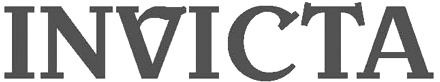
Markenlogo

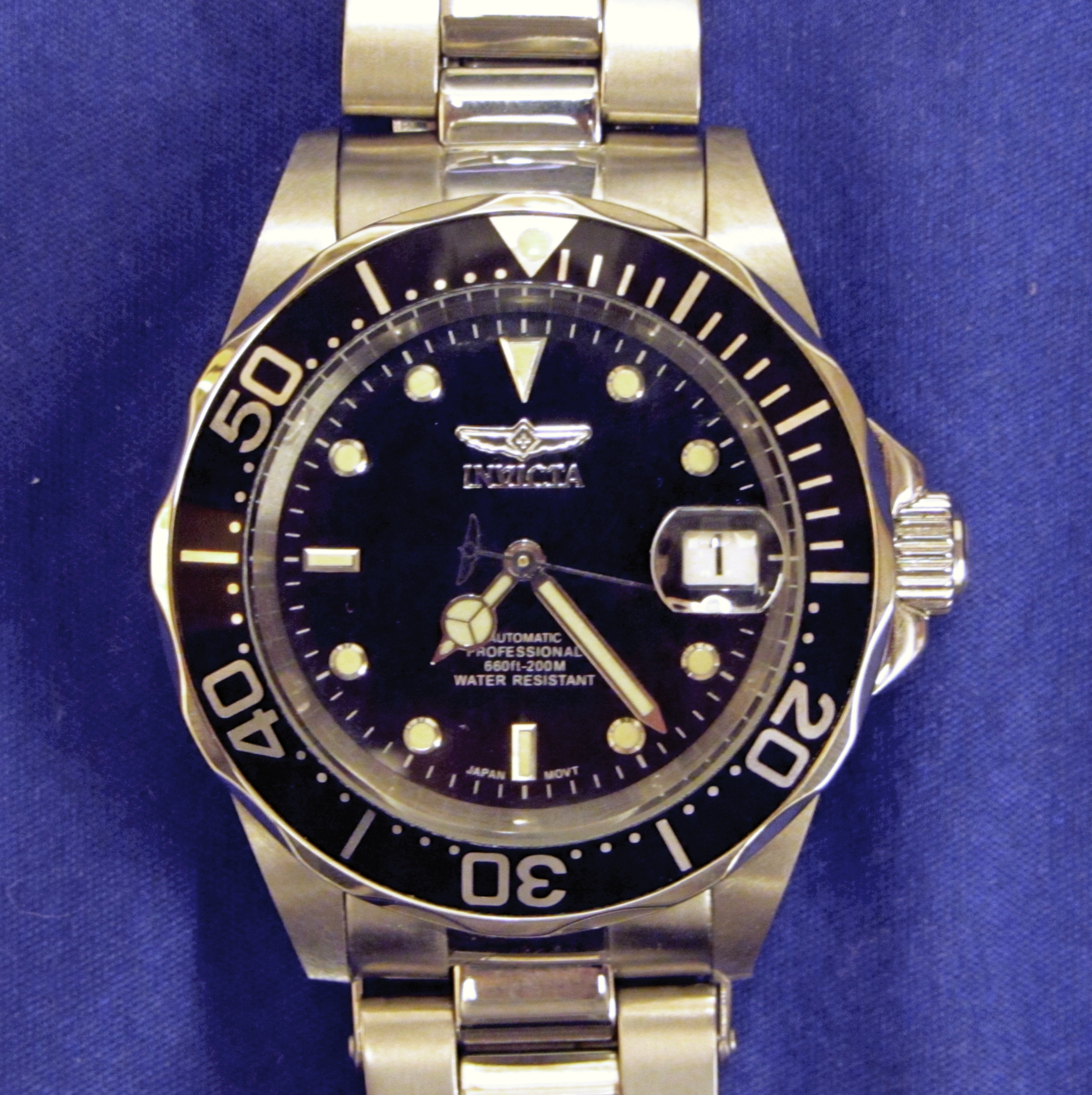
Taucheruhr von Invicta

Invicta (lat. ‚unbesiegbar‘) ist ein US-amerikanischer Uhrenhersteller mit Sitz in Hollywood, Florida.
Invicta wurde 1837 von Raphael Picard in La Chaux-de-Fonds in der Schweiz unter dem Namen R. Picard gegründet. Um 1890 wurde die Firma in Fils de R. Picard umbenannt. Im Jahr 1913 wurde eine Kooperation mit Seeland Watch Co. eingegangen. Die Familie Picard war bis zum Jahr 1970 Inhaber der Markenrechte. 
In den 1970er Jahren wurde der Betrieb aufgrund der Quarzkrise eingestellt. Im Jahr 1991 wurde die Marke von einer US-amerikanischen Investmentgesellschaft übernommen und firmiert zusammen mit den Schwestermarken I By Invicta und Activa als Invicta Watch Group. Präsident der Unternehmensgruppe ist Eyal Lalo, Sohn einer Uhrenmacherfamilie in der dritten Generation.
Heute bieten die Invicta-Marken ein Sortiment verschiedener Uhren an, darunter die Professional Diver, eine Taucheruhr mit Stilelementen der Seamaster von Omega, der Super Ocean von Breitling und der Submariner von Rolex. Bei den Automatik-Uhrwerken verbaut Invicta keine Eigenentwicklung, sondern greift ebenso wie verschiedene andere Hersteller in dieser Preiskategorie auf den maschinell in Großserie in Japan und Malaysia hergestellten Kaliber NH35A von Seiko zurück.
Im Jahr 2015 erwarb die Invicta Watch Group die Marke Technomarine.